# Кубок Львівської області з футболу 2024
Кубок Львівської області 2024 року проводився Львівською асоціацією футболу серед аматорських команд Львівщини. Матчі проходили в період із 26 жовтня по 24 листопада 2024 року. В змаганнях взяли участь 24 команди, які виступають у Прем'єр-лізі, Першій, Другій та Третій лігах Львівської області. Серед них 11 команд —— представники Прем'єр-ліги Львівщини. 
Усі кубкові протистояння складаються з одного матчу
Новояворівський «Гірник» уперше в історії вийшов до фіналу Кубка Львівської області й одразу ж завоював трофей, здобувши у вирішальному матчі вольову перемогу над чинним чемпіоном Львівщини – «Миколаєвом».
Таким чином цього сезону новояворівці до бронзових нагород обласної «прем'єрки» додали ще й Кубок.
Для «Гірника», який цьогоріч став бронзовим призером Прем'єр-ліги Львівської області, цей фінал обласного Кубка – перший в історії. Натомість новоспечений чемпіон Львівщини «Миколаїв» за останні вісім років усьоме вийшов до фіналу звітного турніру і вчетверте зазнав у ньому поразки.
По завершенні цього видовищного кубкового поєдинку відбулося нагородження за участю перших заступників Голови Львівської асоціації футболу Ростислава Заремби та Степана Понайди.
Індивідуальну нагороду найкращому гравцеві звітного фінального кубкового матчу отримав футболіст «Гірника» Денис Старицький.

## Результати матчів кубка Львівської області
Жирним шрифтом виділено клуби які виступають в Прем'єр-лізі Львівщини.
Джерело:
|  | Перший попередній етап             | Перший попередній етап             |                                    | Другий попередній етап | Другий попередній етап                     |                                            | ⅛ фіналу                                   |                                            | ¼ фіналу          |                   | ½ фіналу        |                 | Фінал         |               | ПЕРЕМОЖЕЦЬ                 |
|  |                                    |                                    |                                    |                        |                                            |                                            |                                            |                                            |                   |                   |                 |                 |               |               |                            |
|  |                                    |                                    |                                    |                        | «Темп-Легінь» Бібрка/Відники/Брюховичі     |                                            |                                            |                                            |                   |                   |                 |                 |               |               |                            |
|  |                                    |                                    |                                    |                        |                                            |                                            |                                            |                                            | ЛКС «Погонь»      |                   |                 |                 |               |               |                            |
|  |                                    |                                    |                                    |                        | ЛКС «Погонь» Львів                         | ЛКС «Погонь» Львів                         | ЛКС «Погонь» Львів                         | ЛКС «Погонь» Львів                         | 0:0 пен. 8:7      | 0:0 пен. 8:7      |                 |                 |               |               |                            |
|  |                                    |                                    |                                    |                        | ФК «Покрова - Куликів-2» Львів/Нижня Білка | ФК «Покрова - Куликів-2» Львів/Нижня Білка | ФК «Покрова - Куликів-2» Львів/Нижня Білка | ФК «Покрова - Куликів-2» Львів/Нижня Білка |                   |                   | ФК «П'ятничани» | ФК «П'ятничани» |               |               |                            |
|  |                                    |                                    |                                    |                        | ФК «Покрова - Куликів-2» Львів/Нижня Білка | ФК «Покрова - Куликів-2» Львів/Нижня Білка | ФК «Покрова - Куликів-2» Львів/Нижня Білка | ФК «Покрова - Куликів-2» Львів/Нижня Білка | 4:0               |                   |                 |                 |               |               |                            |
|  |                                    |                                    |                                    |                        |                                            |                                            |                                            |                                            | ФК «П'ятничани»   |                   |                 |                 |               |               |                            |
|  |                                    |                                    |                                    |                        | ФК «П'ятничани»                            | ФК «П'ятничани»                            | ФК «П'ятничани»                            | ФК «П'ятничани»                            | 4:0               | 4:0               |                 |                 |               |               |                            |
|  | «Легіон» Стільсько                 |                                    |                                    |                        |                                            |                                            |                                            |                                            |                   |                   |                 |                 |               |               |                            |
|  | «Карпати-Кам'янка» Кам'янка-Бузька | «Карпати-Кам'янка» Кам'янка-Бузька | «Карпати-Кам'янка» Кам'янка-Бузька | «Легіон» Стільсько     | «Легіон» Стільсько                         | «Легіон» Стільсько                         |                                            |                                            |                   |                   |                 |                 | ФК «Миколаїв» | ФК «Миколаїв» |                            |
|  | «Карпати-Кам'янка» Кам'янка-Бузька | «Карпати-Кам'янка» Кам'янка-Бузька | «Карпати-Кам'янка» Кам'янка-Бузька | 5:2                    | 5:2                                        | 5:2                                        | «Легіон» Стільсько                         | «Легіон» Стільсько                         |                   |                   |                 |                 | 2:1           | 2:1           |                            |
|  |                                    |                                    |                                    |                        |                                            |                                            | 2:1                                        |                                            |                   |                   |                 |                 |               |               |                            |
|  |                                    | «Босота» Чорнушовичі               | «Босота» Чорнушовичі               | «Босота» Чорнушовичі   | «Босота» Чорнушовичі                       | «Босота» Чорнушовичі                       |                                            |                                            | ФК «Миколаїв»     | ФК «Миколаїв»     |                 |                 |               |               |                            |
|  |                                    |                                    |                                    |                        |                                            |                                            |                                            |                                            | 2:0               |                   |                 |                 |               |               |                            |
|  |                                    |                                    |                                    |                        | ФК «Миколаїв»                              | ФК «Миколаїв»                              | ФК «Миколаїв»                              | ФК «Миколаїв»                              |                   |                   |                 |                 |               |               | logo                       |
|  |                                    |                                    |                                    |                        |                                            |                                            |                                            |                                            |                   |                   | ФК «Миколаїв»   |                 |               |               | logo                       |
|  |                                    | ФК «Універ» Львів                  | ФК «Універ» Львів                  | ФК «Універ» Львів      | ФК «Універ» Львів                          | ФК «Універ» Львів                          |                                            |                                            |                   |                   | 3:0             | 3:0             |               |               | logo                       |
|  |                                    |                                    |                                    |                        |                                            |                                            | ФК «Жовква»                                |                                            |                   |                   |                 |                 |               |               | logo                       |
|  |                                    | ФК «Жовква»                        | ФК «Жовква»                        | ФК «Жовква»            | ФК «Жовква»                                | ФК «Жовква»                                | 3:0* (не відбувся)                         | 3:0* (не відбувся)                         | ФК «Жовква»       | ФК «Жовква»       |                 |                 |               |               | logo                       |
|  |                                    |                                    |                                    |                        |                                            |                                            |                                            |                                            | 3:1               |                   |                 |                 |               |               | logo                       |
|  |                                    |                                    |                                    |                        | СК «Нафтовик» Борислав                     |                                            |                                            |                                            |                   |                   |                 |                 |               |               | logo                       |
|  | «Ватра» Пикуловичі                 | «Ватра» Пикуловичі                 | «Ватра» Пикуловичі                 |                        |                                            |                                            |                                            |                                            |                   |                   |                 |                 |               |               | ФСК «Гірник» Новояворівськ |
|  |                                    |                                    |                                    | «Ватра» Пикуловичі     |                                            |                                            |                                            |                                            |                   |                   |                 |                 |               |               | ФСК «Гірник» Новояворівськ |
|  | «Скала» Вільховець                 | «Скала» Вільховець                 | «Скала» Вільховець                 | 2:1                    | 2:1                                        | 2:1                                        | СК «Воля» Б.                               | СК «Воля» Б.                               |                   |                   |                 |                 |               |               | 3:1                        |
|  |                                    |                                    |                                    |                        |                                            |                                            | 5:2                                        |                                            |                   |                   |                 |                 |               |               |                            |
|  |                                    | СК «Воля» Братковичі               | СК «Воля» Братковичі               | СК «Воля» Братковичі   | СК «Воля» Братковичі                       | СК «Воля» Братковичі                       |                                            |                                            | ФК «Мостиська»    | ФК «Мостиська»    |                 |                 |               |               |                            |
|  |                                    |                                    |                                    |                        |                                            |                                            |                                            |                                            | 1:0               |                   |                 |                 |               |               |                            |
|  |                                    |                                    |                                    |                        | ФК «Мостиська»                             |                                            |                                            |                                            |                   |                   |                 |                 |               |               |                            |
|  |                                    |                                    |                                    |                        |                                            |                                            |                                            |                                            |                   |                   | ФК «Мостиська»  |                 |               |               |                            |
|  |                                    |                                    |                                    |                        | «Рух-3» Львів                              | «Рух-3» Львів                              | «Рух-3» Львів                              | «Рух-3» Львів                              |                   |                   | 1:1 пен. 6:5    | 1:1 пен. 6:5    |               |               |                            |
|  |                                    |                                    |                                    |                        |                                            |                                            |                                            |                                            | «Рух-3» Львів     |                   |                 |                 |               |               |                            |
|  |                                    |                                    |                                    |                        | «Фенікс» Підмонастир                       | «Фенікс» Підмонастир                       | «Фенікс» Підмонастир                       | «Фенікс» Підмонастир                       | 3:2               | 3:2               |                 |                 |               |               |                            |
|  | ФК «Дубляни» Львівський р.         |                                    |                                    |                        |                                            |                                            |                                            |                                            |                   |                   |                 |                 |               |               |                            |
|  |                                    |                                    |                                    | «Сокіл» Вел. Глібовичі | «Сокіл» Вел. Глібовичі                     | «Сокіл» Вел. Глібовичі                     |                                            |                                            |                   |                   |                 |                 | ФСК «Гірник»  | ФСК «Гірник»  |                            |
|  | «Сокіл» Великі Глібовичі           | «Сокіл» Великі Глібовичі           | «Сокіл» Великі Глібовичі           | 2:0                    | 2:0                                        | 2:0                                        | «Сокіл» Вел. Глібовичі                     | «Сокіл» Вел. Глібовичі                     |                   |                   |                 |                 | 2:0           | 2:0           |                            |
|  |                                    |                                    |                                    |                        |                                            |                                            | 6:2                                        |                                            |                   |                   |                 |                 |               |               |                            |
|  |                                    | ФК «Олесько»                       | ФК «Олесько»                       | ФК «Олесько»           | ФК «Олесько»                               | ФК «Олесько»                               |                                            |                                            | ФСК «Гірник» Н.   | ФСК «Гірник» Н.   |                 |                 |               |               |                            |
|  |                                    |                                    |                                    |                        |                                            |                                            |                                            |                                            | 4:2               |                   |                 |                 |               |               |                            |
|  |                                    |                                    |                                    |                        | ФСК «Гірник» Новояворівськ                 |                                            |                                            |                                            |                   |                   |                 |                 |               |               |                            |
|  |                                    |                                    |                                    |                        |                                            |                                            |                                            |                                            |                   |                   | ФСК «Гірник»    |                 |               |               |                            |
|  |                                    | «Буг» Буськ                        | «Буг» Буськ                        | «Буг» Буськ            | «Буг» Буськ                                | «Буг» Буськ                                |                                            |                                            |                   |                   | 1:0             | 1:0             |               |               |                            |
|  |                                    |                                    |                                    |                        |                                            |                                            | ФК «Новий Розділ»                          |                                            |                   |                   |                 |                 |               |               |                            |
|  |                                    | ФК «Новий Розділ»                  | ФК «Новий Розділ»                  | ФК «Новий Розділ»      | ФК «Новий Розділ»                          | ФК «Новий Розділ»                          | 3:0                                        | 3:0                                        | ФК «Новий Розділ» | ФК «Новий Розділ» |                 |                 |               |               |                            |
|  |                                    |                                    |                                    |                        |                                            |                                            |                                            |                                            | 0:0 пен. 6:5      |                   |                 |                 |               |               |                            |
|  |                                    |                                    |                                    |                        | ФСК «Корміл» Яворів                        |                                            |                                            |                                            |                   |                   |                 |                 |               |               |                            |

1. ↑  Матч зіграно у Винниках.

«Легіон» Стільсько домашні матчі проводив у Новому Роздолі.

### Фінал
Арбітр: Роман Блавацький.
 Асистенти арбітра: Василь Остапчук, Назарій Цмоканич.
 Четвертий арбітр: Тарас Козак.
 Спостерігач арбітражу: Юрій Можаровський.
 Делегат матчу: Володимир Гевко

#### Склади команд
«Миколаїв»: Бурмас Мар'ян, Заваляк Володимир, Славецький Віталій (Дзюрах Роман,  25'), Артимович Андрій (Козловський Павло,  79'), Коваль Григорій, Дмуховський Андрій, Качор Максим, Федина Іван (Грибінець Вадим,  70'), Деревецький Дмитро, Криницький Олег, Цюпка Назар.
Головний тренер: Віталій Шумський.
«Гірник»: Мудрак Віталій, Брода Остап, Грабовський Юрій, Пазеняк Віталій (Шевчик Андрій, 75), Старицький Денис, Вербний Володимир (Яворський Зіновій,  67'), Слоневський Богдан (Миклуш Максим,  88'), Мізерник Олег, Ямборко Назарій-Любомир (Полюга Назар,  85'), Пазеняк Юрій (Фульмес Іван,  67'), Деда Ярослав (Рибій Юрій,  90+2').
Головний тренер: Дмитро Кондра.

#### Статистика матчу
Голи:  26' Максим Качор;  —   48 з пен.' Богдан Слоневський;  66';  69' Ярослав Деда.
Попередження:   14' Віталій Славецький;  —    20' Віталій Пазеняк;  41' Назарій-Любомир Ямборко;  58' Остап Брода;  90+4' Олег Мізерник.